# 満蒙開拓青少年義勇軍
満蒙開拓青少年義勇軍（まんもうかいたくせいしょうねんぎゆうぐん）とは、日本内地の数え年16歳から19歳の青少年を満洲国に開拓民として送出する制度であり、満蒙開拓団に代表される満蒙開拓民送出事業の後半の主要形態である。

## 前史

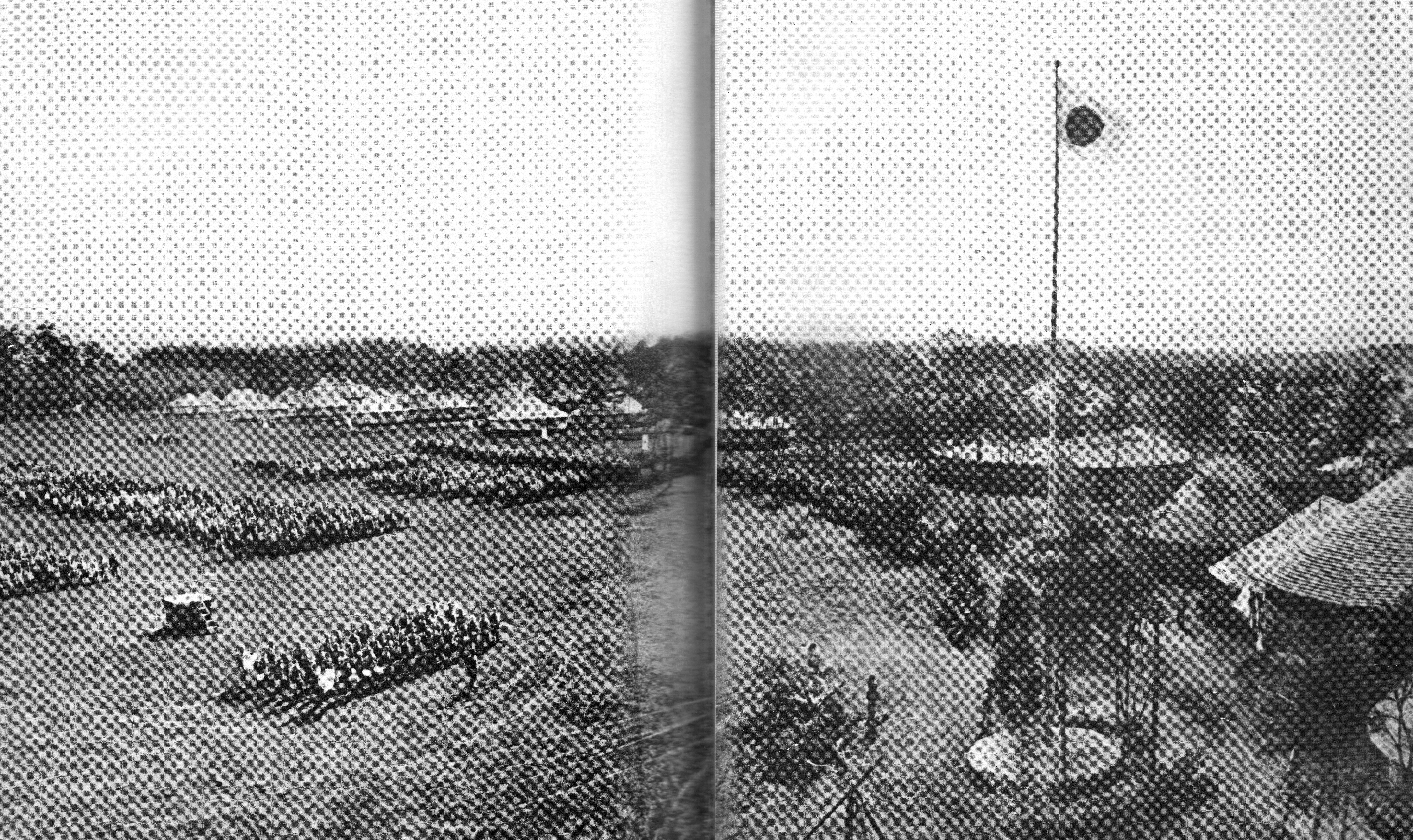
内原訓練所

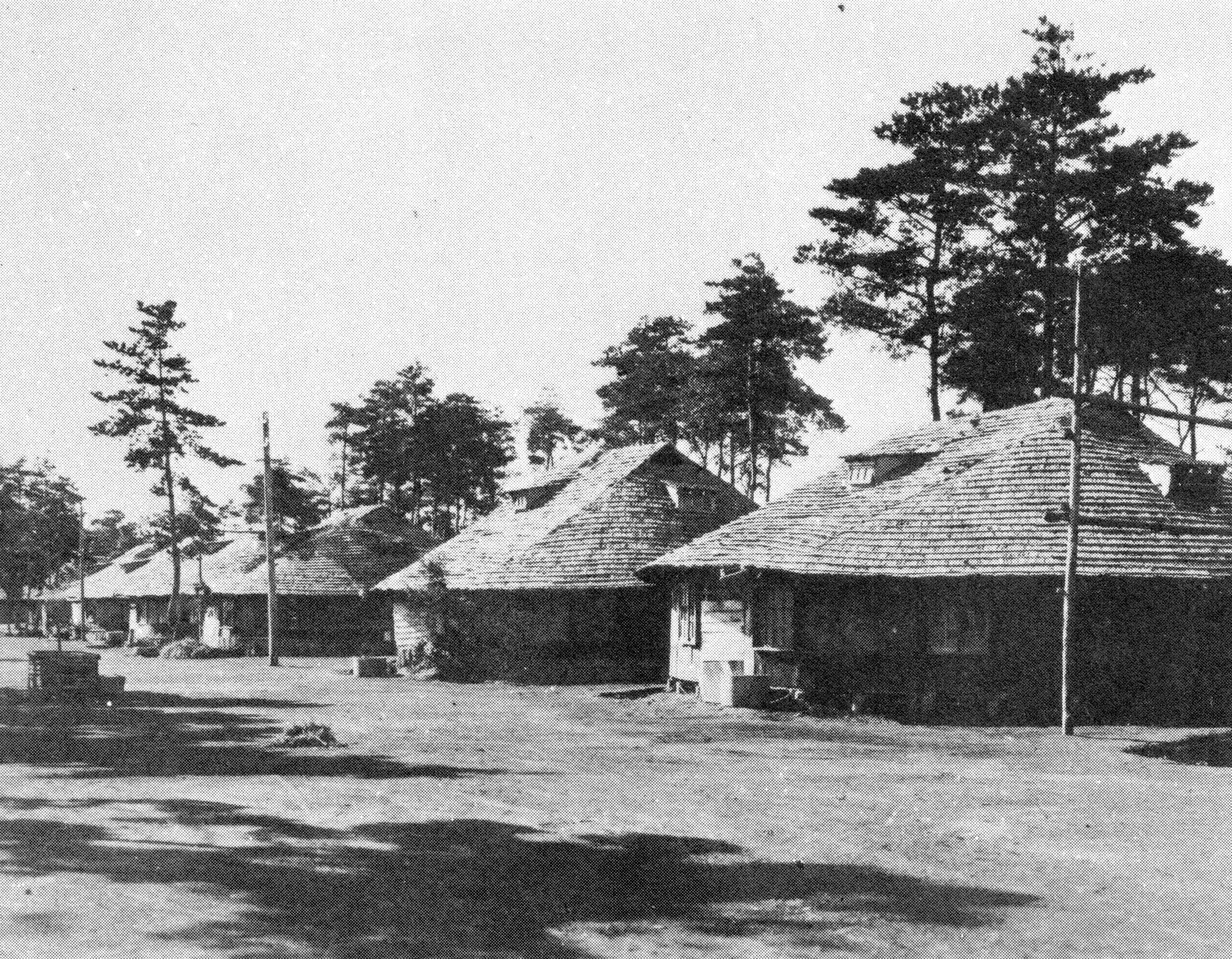
内原訓練所の日輪兵舎

1932年（昭和7年）の満洲国の建国から敗戦時に至るまで、一貫して「満洲」（現中国東北部、以下「」を略す）への日本人農業移民事業の主導権を関東軍が握っていた。この満洲移民事業の展開は、以下の三期に分かれる。
| 通番 | 区分           | 年代          | 説明                                                             |
| ---- | -------------- | ------------- | ---------------------------------------------------------------- |
| 1    | 試験移民期     | 1932年-1936年 | 日本人農業移民が満洲で定着しうるかをためす時期                   |
| 2    | 本格的移民期   | 1936年-1941年 | 日本人農業移民が日本政府の国策として満洲に大量に送出された時期   |
| 3    | 移民事業崩壊期 | 1942年-1945年 | 日本人農業移民の満洲への送出が停滞し、ついには全面停止に至る時期 |

関東軍は、上述試験移民期にも満洲大量移民計画案を作成し、その実施を日本政府に要請し続けていたが、日本政府とくに大蔵省の受け入れるところとならなかった。しかし、1936年（昭和11年）の二・二六事件発生によって、軍部の政治的発言力が飛躍的に増大し、関東軍と陸軍省作成の満洲大量移民計画を実施する絶好の機会となった。同年には、「満洲農業移民百万戸移住計画」が策定され、それが廣田内閣による七大国策の一つとして確定した「二十カ年百万戸送出計画」という壮大な計画も立てられるようになった（上掲表中の「本格的移民期」参照）。しかし、翌1937年（昭和12年）に日中戦争が勃発し、戦争への大量動員と戦時景気に伴う労働力需要により、成人移民を多量に確保することが困難となっていた。

## 沿革
1937年（昭和12年）11月3日「満蒙開拓青少年義勇軍編成に関する建白書」という文章が首相近衛文麿をはじめ全閣僚に提出された。署名人は、農村更生協会理事長石黒忠篤、満洲移住協会理事長大蔵公望、同理事橋本伝左衛門、那須皓、加藤完治ら6名であった。成人移民が蹉跌をきたしていた拓務省としては、この建白書は「渡りに船」であった。早速「満洲に対する青少年移民送出に関する件」を立案し、11月30日の閣議でこれを決定している。またその年の12月には、「満洲青年移民実施要項」を作成した。

## 義勇軍の募集

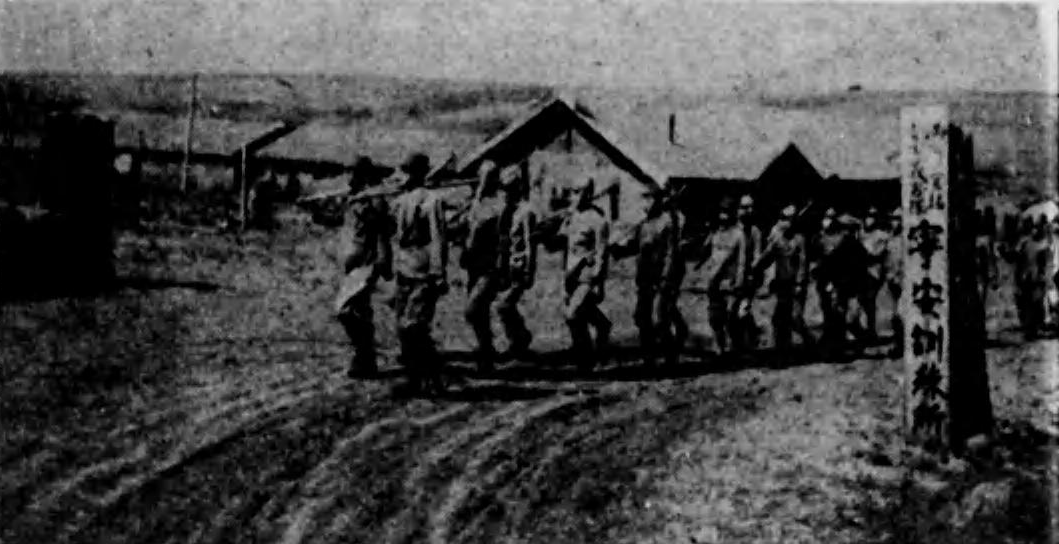
寧安訓練所。第一次満洲開拓青年義勇隊の先遣部隊680名は、1938年4月21日に寧安と伊拉哈の両訓練所に入植した

翌1938年（昭和13年）1月、この「満洲青年移民実施要項」に基づいて、早々と募集が開始された。募集要項によると、小学校を卒業し、数え年16歳から19歳までの身体強健なる男子で、父母の承諾を得たものであれば誰でもよいとされた。成人移民を補充するものでありながら、その名称が青少年移民でなく、青少年義勇軍であるのは、日中戦争遂行上必要不可欠な満洲支配の安定的維持に青少年が挺身することとして、当時軍国主義的意識の昂揚した青少年に訴えるためであった。その狙いが功を奏して、成人移民は貧農層が中心だったのに対して、青少年義勇軍は高等小学校の成績上位・中位層が中心となった。自由応募が原則であったが、実態は当局から各都道府県への割り当て数が決められ、さらに道府県から各学校への割り当て数が決められていた。それに応じて各高等小学校の担当教師が卒業生に主体的に応募するように働きかけた。青少年義勇軍送出において学校教育の果たした役割は重要であった。
1941年（昭和16年）に大日本青少年団が結成されると、県によっては青少年団の地方組織を活用して満蒙開拓青少年義勇軍への参加を促す例も見られた。

## 入植まで

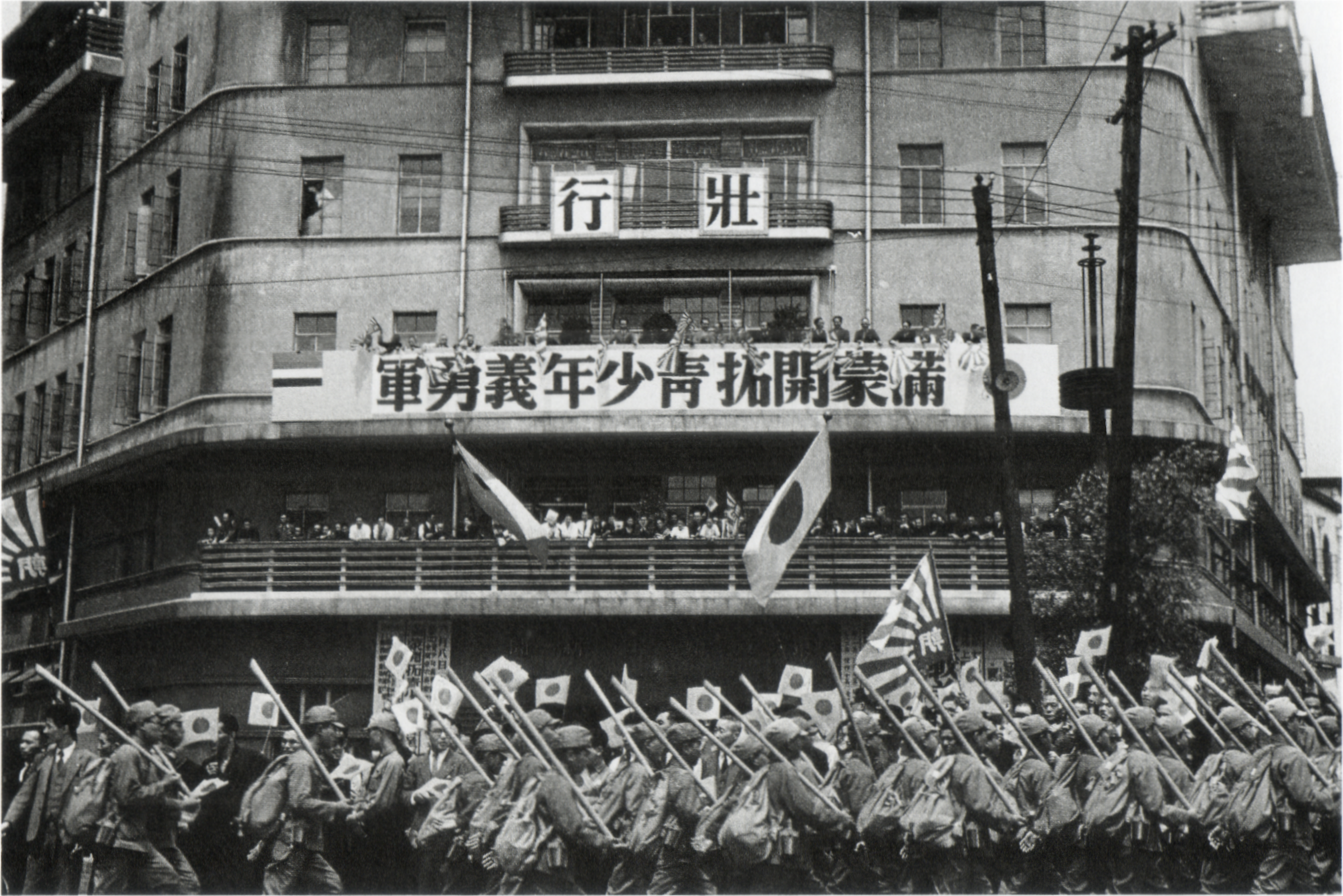
1939年6月8日の壮行会の様子。数寄屋橋交差点にあった旧朝日新聞社前。

各都道府県で選抜された青少年300名を標準として中隊に組織し、加藤完治が所長を務める茨城県内原の満蒙開拓青少年義勇軍訓練所（いわゆる内原訓練所）で3か月の学習、武道及び体育と農作業の基礎訓練を受けた後に、満洲国の現地訓練所にて3ヵ年の訓練を経て、義勇隊開拓団として入植した。この訓練教育期間は、満洲国における「民族協和」の中核として開拓地の満洲国の発展、さらには日満一体化に寄与することが期待された。
また、義勇軍周知も兼ねたイベントとして、
1939年（昭和14年）6月7日には朝日新聞社主催による「満蒙開拓青少年義勇軍壮行会」が明治神宮外苑競技場で開催された。

## 入植の実態
この満蒙開拓青少年義勇軍は、1938年（昭和13年）から1945年（昭和20年）の敗戦までの8カ年の間に8万6,000人の青少年が送りだされた。これは満洲開拓民送出事業総体の人員の3割を占めており、同事業に欠かせない存在であったといえる。しかし、その実態をみると、青少年だけで構成されているだけに、団幹部の力量に左右される面があった。また、その入植地の環境も一般開拓団以上に厳しい場合も多かった。そうした中で一致団結して理想を追求した団もあったが、条件が悪く、しかも団幹部に恵まれない場合には、精神的に耐えられず生活が荒んだ者もあった。暴力事件や周辺農村との間で軋轢を起こすこともあった。

## 関連書
- 『遥かなり望郷の軌跡：伊拉哈義勇隊原中隊回顧録』第五次伊拉哈会、1984.8
- 『秋田県満蒙開拓青少年義勇軍外史』 後藤和雄、無明舎出版、2014.10
- 『満洲移民・青少年義勇軍の研究 長野県下の国策遂行』本島和人 吉川弘文館 2021.8 ISBN　9784642039055